# (8318) Averroes
(8318) Averroes es un asteroide que cruza la órbita de Marte, descubierto el 29 de septiembre de 1973 por C. J. van Houten, I. van Houten-Groeneveld y T. Gehrels desde el observatorio del Monte Palomar en California.

## Designación y nombre
Designado provisionalmente como 1306 T-2, fue nombrado Averroes en homenaje al filósofo y médico andalusí, Averroes.

## Características orbitales
Averroes está situado a una distancia media del Sol de 3,1825 ua, pudiendo alejarse hasta 3,6938 ua y acercarse hasta 2,6713 ua. Su excentricidad es 0,1606 y la inclinación orbital 0,5167 grados. Emplea 1325,34 días en completar una órbita alrededor del Sol.

## Características físicas
La magnitud absoluta de Averroes es 13,5. Tiene un diámetro de 10,159 km y su albedo se estima en 0,075.